# هرسی (قمر)
هرسی (‎/ˈhɜːrsiː/‎ HUR-see، یونانی: Ἕρση)، (به انگلیسی: Herse) یا ژوپیتر L  که قبلاً با نام موقت اس/۲۰۰۳ جی ۱۷ شناخته می‌شد ، یکی از قمرهای نامنظم و مخالف گرد مشتری است. این قمر در هشتم فوریه سال ۲۰۰۳ توسط ستاره شناسان برت جیمز گلدمن، جان. جی کاولارس، ژان مارس پتی و لین آلن کشف شد. در یازدهم نوامبر سال ۲۰۰۹ به نام هرسی (شبنم)، دختر زئوس و سلنه (ماه) در اساطیر یونانی نامگذاری شد.
قطر این قمر حدود دو کیلومتر است و با مدار ۲۲٬۱۳۴ مگا متر هر ۶۷۲٫۷۵۲ روز زمینی، یک بار به دور مشتری می‌چرخد. انحراف آن ۱۶۵°درجه نسبت به دائرةالبروج و خروج از مرکز مدار آن ۰٫۲۴۹۳ است.
این قمر به گروه کارمه تعلق دارد که قمرهای نامنظمی دارد که با حرکت مخالف گرد و فاصله بین ۲۳ و ۲۴ گیگا متر و انحراف ۱۶۵ درجه بدور مشتری می‌چرخند.